# Oiste
Oiste ist ein Ortsteil der Gemeinde Blender in der niedersächsischen Samtgemeinde Thedinghausen im Landkreis Verden. Der Ort liegt an der östlich fließenden Weser und 2 km südöstlich vom Kernort Blender. Am westlichen Ortsrand fließt die Blender Emte, ein linker Nebenfluss der Weser.

## Geschichte
Die erste urkundliche Erwähnung Oistes geht auf das Jahr 860 zurück.
Von 1885 bis 1932 gehörte Oiste zum Kreis Hoya und somit zum Regierungsbezirk Hannover. Während 1932 sich der Kreis Hoya mit dem benachbarten Kreis Syke zum Landkreis Grafschaft Hoya zusammenschloss, wurde Oiste in den Landkreis Verden ausgegliedert. Es gehörte nun zum Regierungsbezirk Stade. Am 1. Juli 1972 verlor es seine Eigenständigkeit und wurde in die Gemeinde Blender und der neu gegründeten Samtgemeinde Thedinghausen eingemeindet.

## Sehenswürdigkeiten
- Ev.-luth. Kirche Oiste

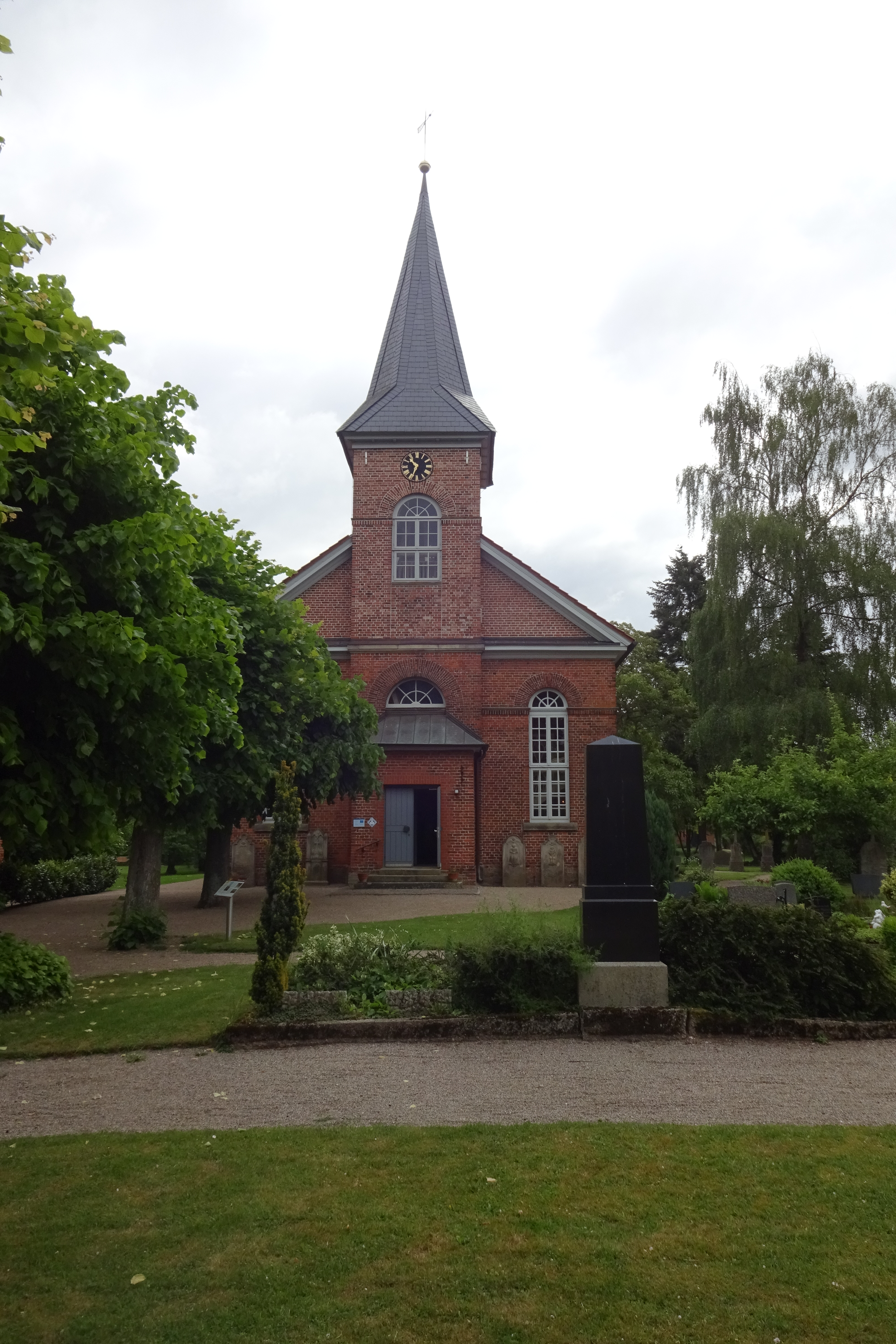
Kirche in Oiste

- In der Liste der Baudenkmale in Blender (Landkreis Verden) sind für Oiste fünf Baudenkmale aufgeführt.